# Nelson Luís Kerchner
Nelson Luís Kerchner (vzdevek Nelsinho), brazilski nogometaš in trener, * 31. december 1962, São Paulo, Brazilija.
Za brazilsko reprezentanco je odigral 17 uradnih tekem in dosegel en gol.